# Битва під Новарою (1849)

Битва під Новарою (італ. Battaglia di Novara, нім. Schlacht bei Novara), також відома як Битва при Бікокка (італ. Battaglia della Bicocca) (Бікокка — містечко поблизу Новари) — вирішальна битва австро-італійської війни 1848—1849 років між арміями Австрійської імперії та П'ємонтсько-сардинського королівства, яка відбулась 22-23 березня 1849 року.

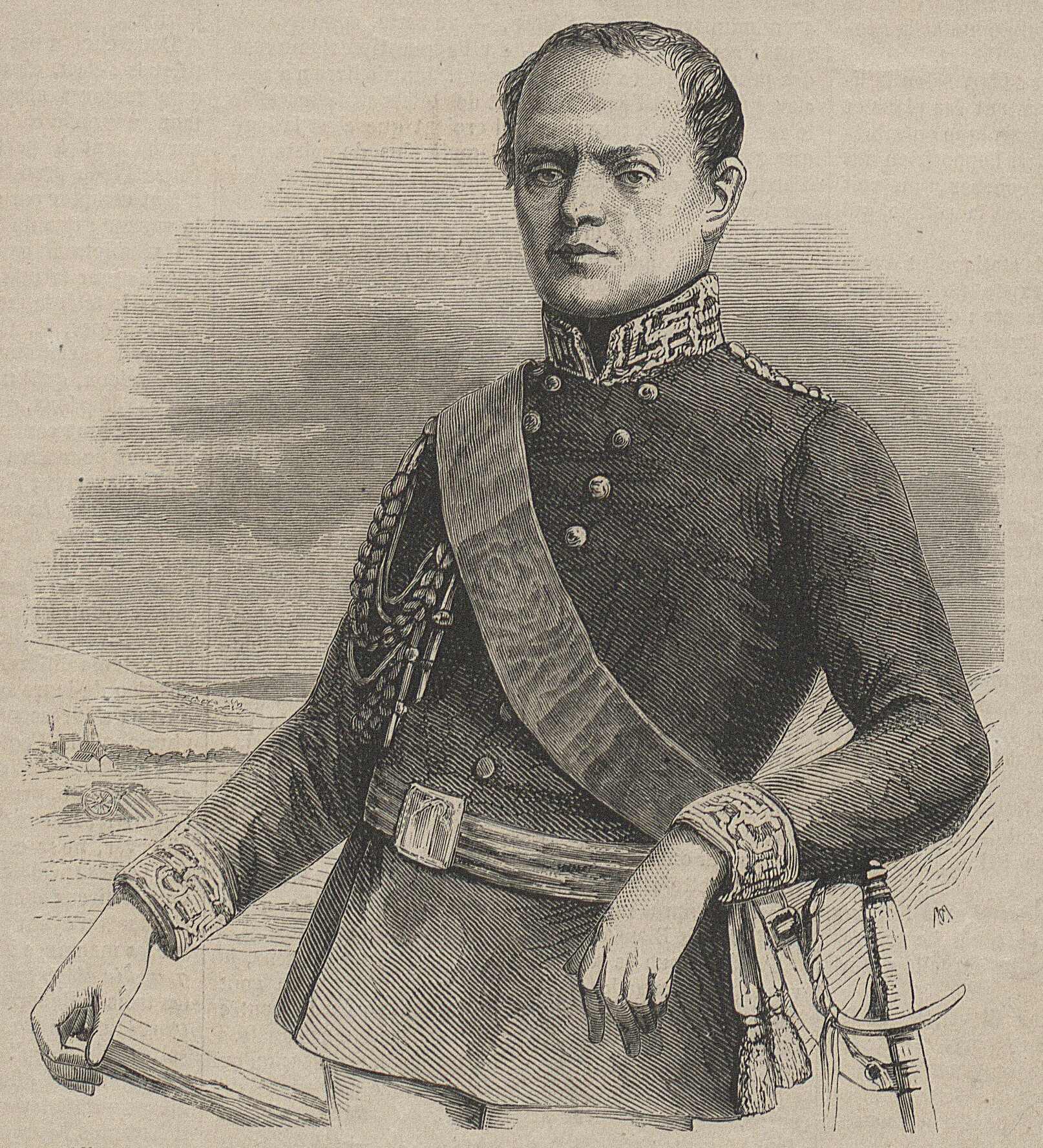
Генерал Войцех Хшановський, командувач сардинської армії

## Передумови
Перемир'я, укладене між Австрією та Сардинією в 1848 році під час австро-італійської війни 1848—1849 років, тривало менше 7 місяців. Через розгортання революційного руху та під тиском громадськості Карл Альберт змушений був розірвати перемир'я і 12 березня 1849 року знову почав бойові дії.
У відповідь на це австрійська армія під командуванням фельдмаршала Радецького вступила в Ломбардію і 20 березня зайняла місто Мортара. Це призвело до битви між двома арміями біля Новари.

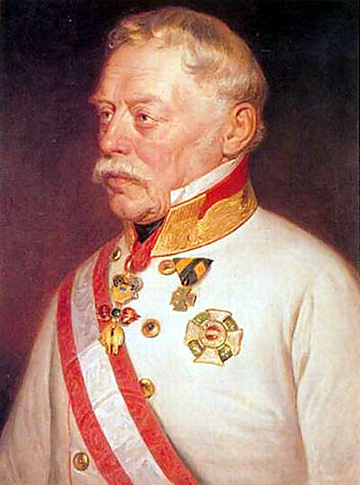
Фельдмаршал Йозеф Радецький, командувач австрійської армії

## Битва
Незважаючи на чисельну перевагу п'ємонтців, австрійська армія була більш дисциплінована та краще підготована до битви.
Генерал Джироламо Раморіно (італ. Gerolamo Ramorino), командувач однієї з дивізій п'ємонтської армії, був уведений в оману маневрами Радецького і всупереч наказам головнокомандувача покинув пост поблизу Павії, який мав охороняти. Радецький скористався цією помилкою та переправився через Тічино, що стало першою причиною поразки сардинської армії.
Корпус генерала д'Аспре атакував війська п'ємонтців, що вийшли в район Новари. Відбивши атаку, п'ємонтці успішно контратакували австрійців і, відкинувши їх, заволоділи ключовою позицією біля містечка Бікокка. Однак вони не використали свою перевагу в силах і не розвинули свій успіх. У другій половині дня підійшли основні сили австрійців і з ходу завдали головного удару у напрямку Бікокки.
Після запеклого опору п'ємонтська армія зазнала поразки і панічно відступила. Ніч завадила австрійцям організувати переслідування п'ємонтців і врятувала їх від повного знищення.
26 березня новий король Віктор Емануїл II уклав перемир'я.

## Наслідки

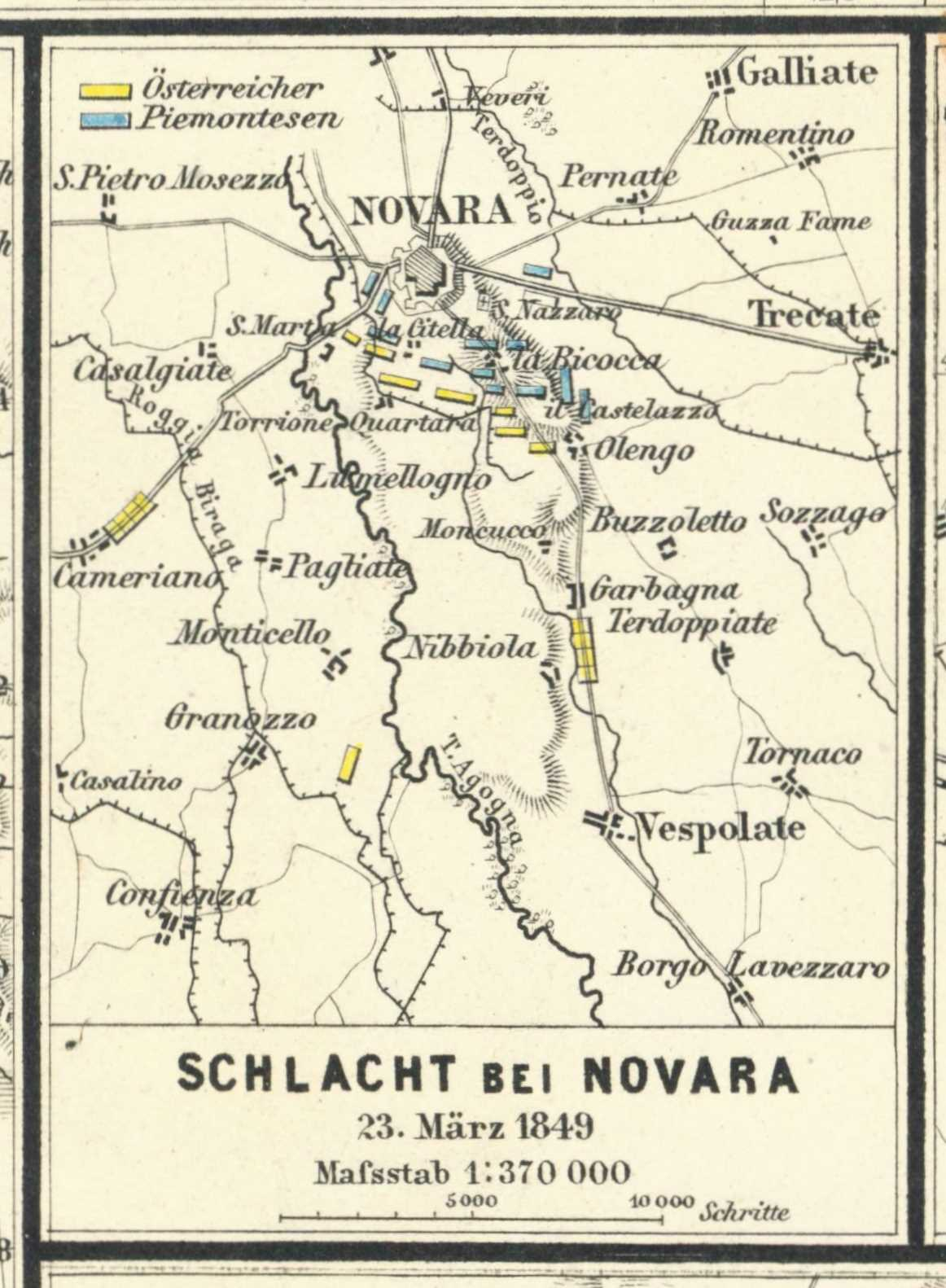
Карта битви під Новарою

Сардинська армія була відкинута до підніжжя Альп. Австрійці зайняли Новару, Верчеллі, Турин, Брешію.
Карл Альберт зрікся престолу на користь свого сина Віктора Емануїла та емігрував у Португалію, де невдовзі помер.
9 серпня 1849 року був підписаний мирний договір. Сардинія була змушена виплатити Австрії величезну контрибуцію у розмірі 65 мільйонів франків.
Більша частина Італії знову опинилась під владою Австрії.

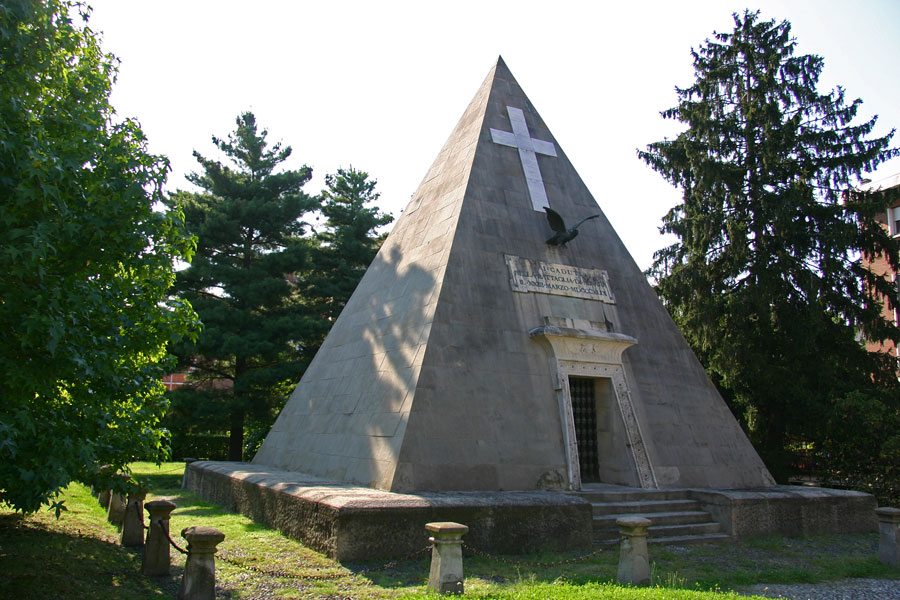
Братська могила полеглих у битві